# 塞爾維亞與聯合國
南斯拉夫社會主義聯邦共和國原是聯合國最初的51個成員國之一。1990年代開始，南斯拉夫解體並爆發內戰，1992年，原加盟共和國塞爾維亞、黑山组建南斯拉夫聯盟共和國（簡稱「南聯盟」）。南聯盟一度宣稱自己是南斯拉夫聯邦社會主義共和國的繼承國，但其他原加盟國對此表示反對。聯合國也未許可南聯盟繼承南斯拉夫聯邦社會主義共和國在聯合國的席位。在1992年9月22日的聯合國大會上，南聯盟被聯合國逐出:46-47。2000年11月，南聯盟重新加入聯合國。2003年2月4日，南斯拉夫聯盟共和國改組為塞爾維亞與蒙特內哥羅。2006年，蒙特內哥羅獨立，塞爾維亞繼承塞爾維亞與蒙特內哥羅的聯合國席位至今。

## 背景
原加盟共和國塞爾維亞、黑山组建南斯拉夫聯盟共和國，自稱是前南斯拉夫社會主義聯邦共和國的合法繼承國；1992年5月30日，聯合國安理會通過第757號決議，由於南斯拉夫聯盟共和國在南斯拉夫內戰中的作用，該決議對南斯拉夫聯盟共和國實施了國際制裁，並指出“南斯拉夫聯盟共和國的主張（塞爾維亞和黑山）自動繼續前南斯拉夫社會主義聯邦共和國在聯合國的成員資格尚未得到普遍接受，”並於1992年9月22日通過了聯合國大會第A/RES/47/1號決議，它認為“南斯拉夫聯盟共和國（塞爾維亞和黑山）不能自動繼續作為前南斯拉夫社會主義聯邦共和國在聯合國的會員國”，因此決定“南斯拉夫聯盟共和國（塞爾維亞和黑山）應申請加入聯合國，不得參加聯合國大會的工作”。马来西亚首相马哈迪·莫哈末表示，联合国的行动证明马来西亚在此事上的立场是适当的。南斯拉夫聯盟共和國多年來拒絕遵守該決議，但在米洛舍維奇下台後，它申請加入，並於2000年11月1日被接納為聯合國成員。2003年2月4日，南斯拉夫聯邦共和國議會通過和頒布《塞爾維亞和黑山憲法憲章》後，南斯拉夫聯邦共和國正式名稱改為塞爾維亞和黑山國家聯盟。
根據2006年5月21日舉行的全民投票，黑山於2006年6月3日宣布從塞爾維亞和黑山獨立。在同日的一封信中，塞爾維亞總統通知聯合國秘書長，塞爾維亞和在黑山宣布獨立後，根據《塞爾維亞和黑山憲法》，黑山在聯合國繼續由塞爾維亞繼續存在，黑山於2006年6月28日加入聯合國。
1999年科索沃戰爭結束後，科索沃由聯合國管轄；然而，2008年2月17日，科索沃宣布從塞爾維亞獨立為科索沃共和國。雖然美國、英國和法國已經承認這一行為，但塞爾維亞和一些國際社會——尤其是俄羅斯、中華人民共和國、阿爾及利亞、古巴、埃及、波斯尼亚和黑塞哥维那等國家——尚未承認科索沃的獨立宣言。截至2022年，科索沃尚未成為聯合國會員國或觀察員國。

## 外部鏈接
- 塞爾維亞常駐聯合國代表團官方網站 （页面存档备份，存于）
- 塞爾維亞外交部官方網站 （页面存档备份，存于）